# چونگ‌اریق
چونگ‌اریق (به قرقیزی: Чоң-Арык، چوڭ ارىق) روستایی تحت تابعیت شهر بیشکک، ناحیه‌ی لنین در شمال کشور قرقیزستان است که در سرشماری سال ۲۰۰۵ میلادی، ۸٫۷۰۳ نفر جمعیت داشته است.